# Constantia (town)
Constantia és un town al comtat d'Oswego, Nova York, Estats Units. Segons el cens del 2010 tenia una població de 4.973 habitants.  La població és a la part sud-est del comtat. Dins del town hi ha un llogaret i un lloc designat pel cens del mateix nom.

## Geografia
D'acord a l'Oficina del Cens dels Estats Units, el town té una superfície de 99,6 milles quadrades (258,0 km 2), de les quals 56,9 milles quadrades (147,3 km 2 ) son terra ferma i 42,8 milles quadrades (110,8 km 2, 42,93%) son cobertes d'aigua.
La línia sud del town és a la riba oposada del llac Oneida, que fa de frontera amb el comtat de Madison . El límit oriental del town fa frontera amb el comtat d'Oneida.
El Canal d'Erie travessa la el town, utilitzant el llac Oneida com a via fluvial.
El límit nord està marcat per l'extrem sud de l'altiplà de Tug Hill.
El poble de Cleveland és a la riba nord del llac Oneida, a la ruta 49.

## Demografia
D'acord al cens del 2000 el town tenia 5.141 habitants, 1.893 habitatges, i 1.398 famílies, amb una densitat de població de 90.4 habitants per milla quadrada (34.9/km2). Hi havia 2.351 habitatges amb una densitat mitjana de 41.3 per milles quadrades (15.9/km2). La composició racial (d'acord als criteris de Raça i etnicitat de l'oficina del cens estatunidenca) del town era 98,29% blancs, 0,21% negres o afroamericans, 0,66% nadius americans, 0,08% asiàtics, 0,02% illencs del Pacífic, 0,08% d'altres races; i 0,66% de dues o més races. Els hispans o llatins de qualsevol raça representaven el 0,33% de la població.
Pel que fa als 1.893 habitatges, en un 37,3% hi vivien menors de 18 anys, en un 61,0% hi vivien parelles casades, en un 8,1% dones solteres i un 26,1% no eren unitats familiars. En el 19,0% dels habitatges hi vivien persones soles el 6,0% de les quals corresponien a persones de 65 anys o més vivint-hi soles. El nombre mitjà de persones vivint en cada habitatge era de 2,72 i el nombre mitjà de persones que vivien en cada família era de 3,11.
Per edats la població es repartia en les següents classes etàries: un 28,4% tenia menys de 18 anys, un 5,7% entre 18 i 24 anys , un 31,5% entre 25 i 44 anys , un 24,7% entre 45 i 60 anys; i un 9,6% de 65 anys o més. La mitjana d'edat era de 37 anys. Per cada 100 dones hi havia 106,5 homes. Per cada 100 dones de 18 o més anys hi havia 103,7 homes.
La renda mediana per habitatge era de 39.932 $ i la renda mediana per família de 45.373 $. Els homes tenien una renda mediana de 31.276 $ mentre que les dones 23.299 $. La renda per capita de la població era de 15.818 $. Al voltant del 6,2% de les famílies i el 9,5% de la població estaven per davall del llindar de pobresa, incloent el 10,7% dels menors de 18 anys i el 3,6% dels 65 o més.